# Pieve di San Gavino Adimari

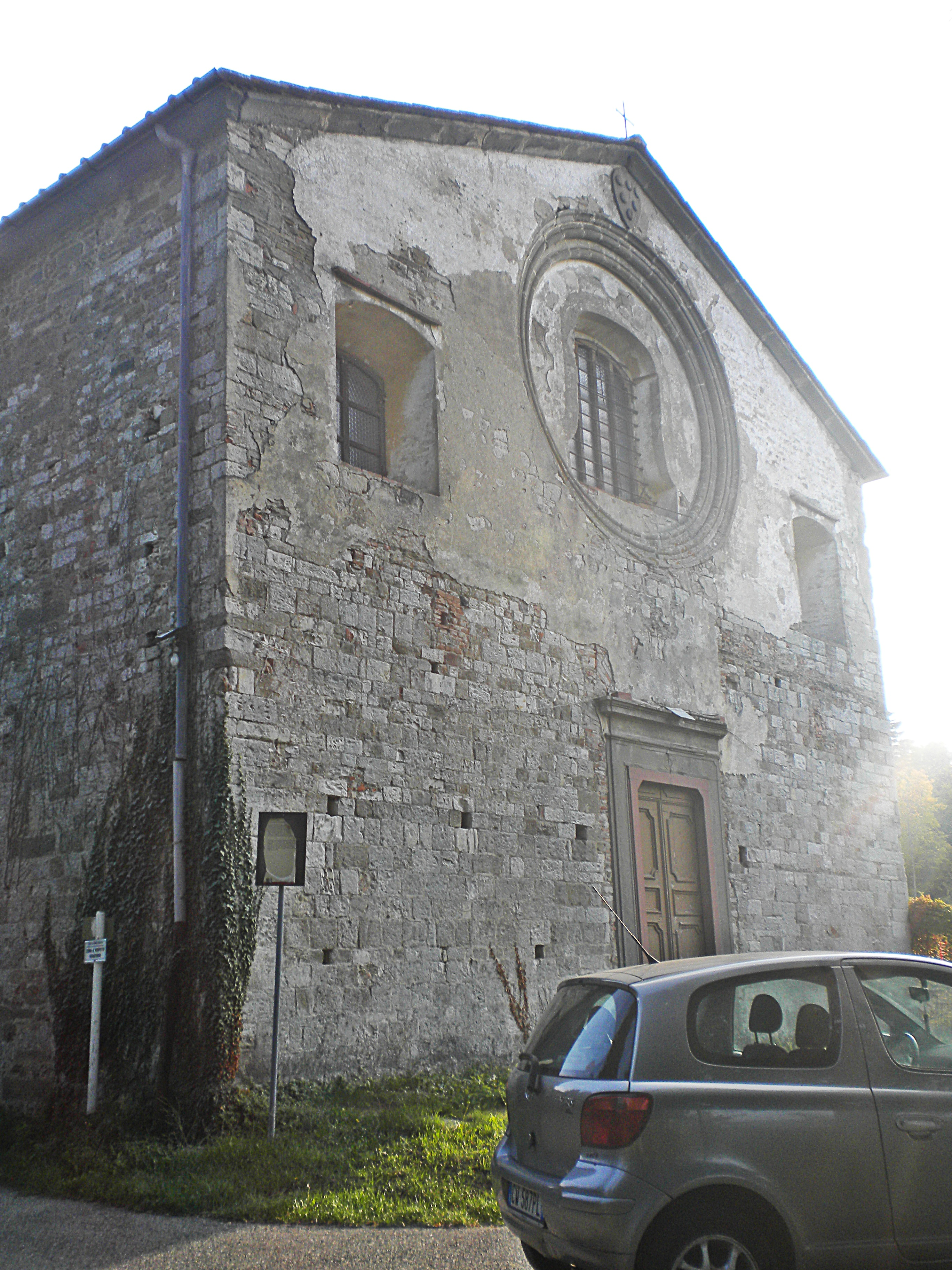
San Gavino Adimari

La pieve di San Gavino Adimari si trova nel comune di Barberino di Mugello.

## Storia e descrizione
La pieve risulta documentata già nel 1038 . Alla fine del Duecento controllava un vasto piviere che comprendeva anche la chiesa di Barberino. Un terremoto nel 1542 la distrusse, ma venne ricostruita grazie all'interessamento dei Medici . Nel Settecento subì ulteriori interventi che ne modificarono la pianta, a unica navata, e il corredo decorativo.
La chiesa possiede un organo di Giovanni Battista Pomposi del 1739.